# Washington Open ATP 2011
Il Washington Open ATP 2011, noto come Legg Mason Tennis Classic per motivi di sponsorizzazione, è stato un torneo di tennis giocato sul cemento. È stata la 43ª edizione di questo torneo e faceva parte dell'ATP World Tour 500 series nell'ambito dell'ATP World Tour 2011. Il torneo si è svolto al William H.G. FitzGerald Tennis Center a Washington, D.C. negli USA, dal 30 luglio al 7 agosto 2011.
La settimana precedente si era svolta nella vicina College Park la 1ª edizione del torneo femminile.

## Partecipanti

### Teste di serie
| Nazione     | Giocatore         | Ranking* | Testa di serie |
| ----------- | ----------------- | -------- | -------------- |
| Francia     | Gaël Monfils      | 7        | 1              |
| Stati Uniti | Mardy Fish        | 9        | 2              |
| Serbia      | Viktor Troicki    | 15       | 3              |
| Austria     | Jürgen Melzer     | 18       | 4              |
| Spagna      | Fernando Verdasco | 20       | 5              |
| Serbia      | Janko Tipsarević  | 23       | 6              |
| Cipro       | Marcos Baghdatis  | 25       | 7              |
| Argentina   | David Nalbandian  | 28       | 8              |
| Russia      | Nikolaj Davydenko | 29       | 9              |
| Francia     | Michaël Llodra    | 30       | 10             |
| Stati Uniti | John Isner        | 33       | 11             |
| Brasile     | Thomaz Bellucci   | 34       | 12             |
| Sudafrica   | Kevin Anderson    | 35       | 13             |
| Belgio      | Xavier Malisse    | 41       | 14             |
| Russia      | Dmitrij Tursunov  | 46       | 15             |
| Finlandia   | Jarkko Nieminen   | 53       | 16             |

- Teste di serie basate sul ranking al 25 luglio

### Altri partecipanti
I seguenti giocatori hanno ricevuto una wild card per il tabellone principale:
- Ryan Harrison
- Denis Kudla
- Gaël Monfils
- Fernando Verdasco

I seguenti giocatori sono passati dalle qualificazioni:

- Matthew Ebden
- Chris Guccione
- Marinko Matosevic
- Rajeev Ram
- Artem Sitak
- Tim Smyczek

## Campioni

### Singolare
Radek Štěpánek ha sconfitto in finale  Gaël Monfils per 6-4, 6-4.
- È il quinto titolo in carriera per Stepanek ed il primo nel 2011.

### Doppio
Michaël Llodra /  Nenad Zimonjić hanno sconfitto in finale  Robert Lindstedt /  Horia Tecău per 6(3)–7, 7–6(6), [10-7].